# Пожлаков, Станислав Иванович
Станисла́в Ива́нович Пожлако́в (4 января 1937, Мытищи — 25 сентября 2003, Санкт-Петербург) — джазовый музыкант, композитор и исполнитель. Член Союза композиторов Санкт-Петербурга, Заслуженный деятель искусств России.

## Биография
В детстве переехал в Ленинград. Единственный из четырёх детей в семье пережил блокаду.
В средней школе учился в одном классе с Юрием Сенкевичем. Параллельно обучался в музыкальной школе, затем — самостоятельно.
В период 1958—1965 годов руководил оркестрами Ленэстрады. Один из пионеров джаза в Ленинграде.

## Творчество
Много песен написано в соавторстве с поэтом Глебом Горбовским.
Его песни были необыкновенно популярны, их включали в свой репертуар ведущие певцы советской эстрады: Эдита Пьеха, Эдуард Хиль, Людмила Сенчина, Муслим Магомаев, Майя Кристалинская, Аида Ведищева, Галина Ненашева, Мария Пахоменко, Тамара Миансарова, Лариса Мондрус и многие другие. Нередко их исполнял и сам автор — в искренней, трогательной манере («Остаюсь ленинградцем» и многие другие). Песни «Ребята 70-й широты», «Топ-топ, топает малыш» («Первые шаги»), «Колыбельная с четырьмя дождями», «Песня о добром человеке», «Песня о нежности», «Человек из дома вышел» стали классикой советской эстрады тысяча девятьсот шестидесятых — семидесятых годов.
Примечательно, что к наследию С. И. Пожлакова обращался рок-музыкант Егор Летов. Им были подготовлены две кавер-версии произведений Пожлакова («Песня красноармейца», альбом «Звездопад» (2002) группы «Гражданская оборона», а также «Зачем снятся сны» — бонус-трек к одноимённому альбому 2007 года). Так же, как и Пожлаков, Летов исполнил песню «Туман» (альбом «Сто лет одиночества»). Летов называл Пожлакова одним из крупнейших мелодистов второй половины XX века. В свою очередь, в беседе с журналистом Сергеем Сверчковым Станислав Пожлаков очень позитивно отозвался о летовской версии «Песни красноармейца». Это было последнее интервью выдающегося композитора — оно вышло в эфир Радио «Петербург» в начале сентября 2003 года.
О творчестве композитора были сняты музыкальные фильмы: «По законам своей мечты» (1968, Ленинградская студия телевидения, реж. Сергей Левин), «Песня о добром человеке. Композитор Станислав Пожлаков» (1972, Творческое объединение «Экран», над фильмом работали Георгий Шмованов, Р. Прокопов, В. Серебряков и другие), «Лирическое настроение» (1974, Ленинградское телевидение, режиссёр-оператор Вячеслав Бабенков).

## Последние годы жизни

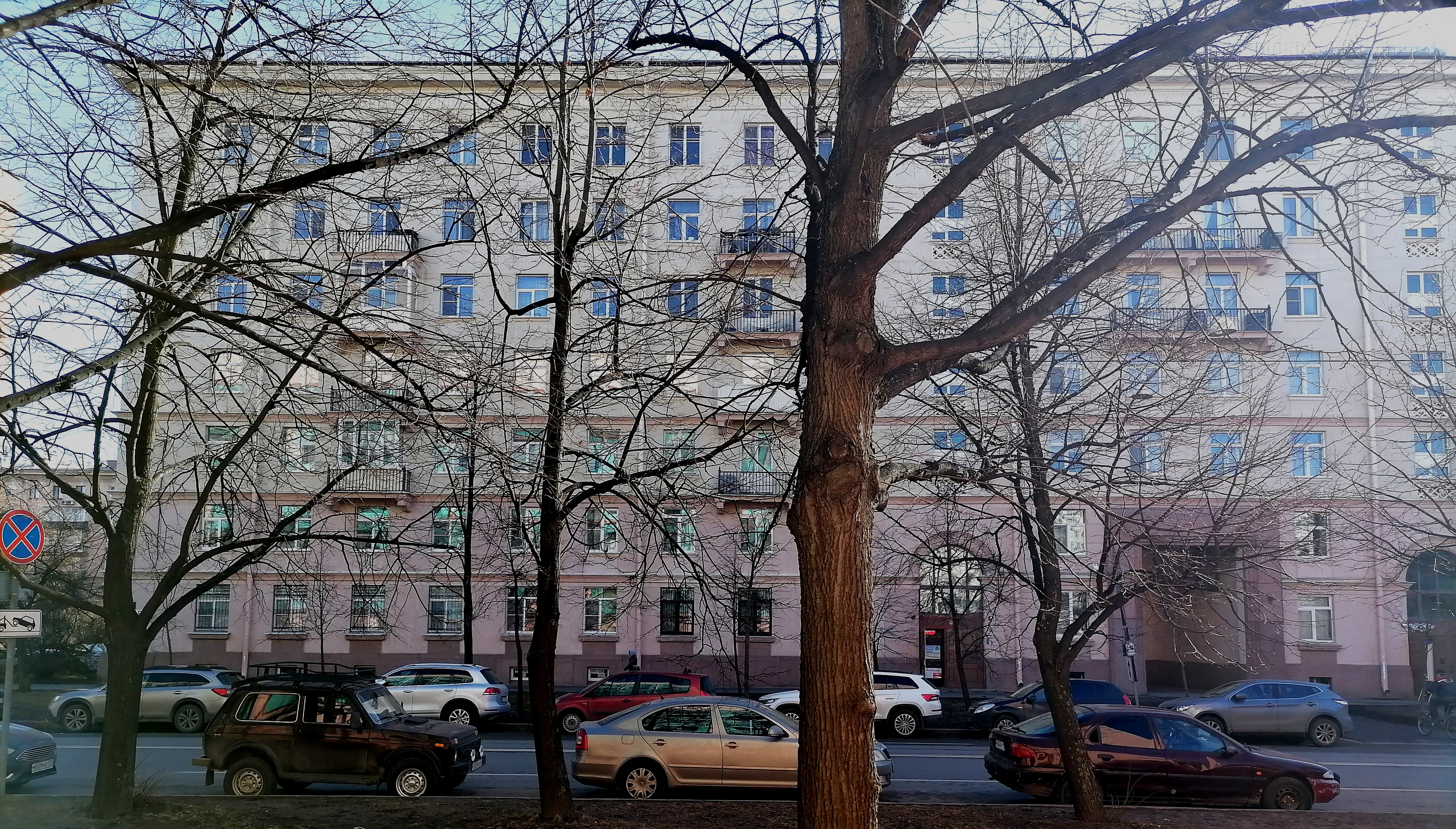
Ул. Фрунзе, 23

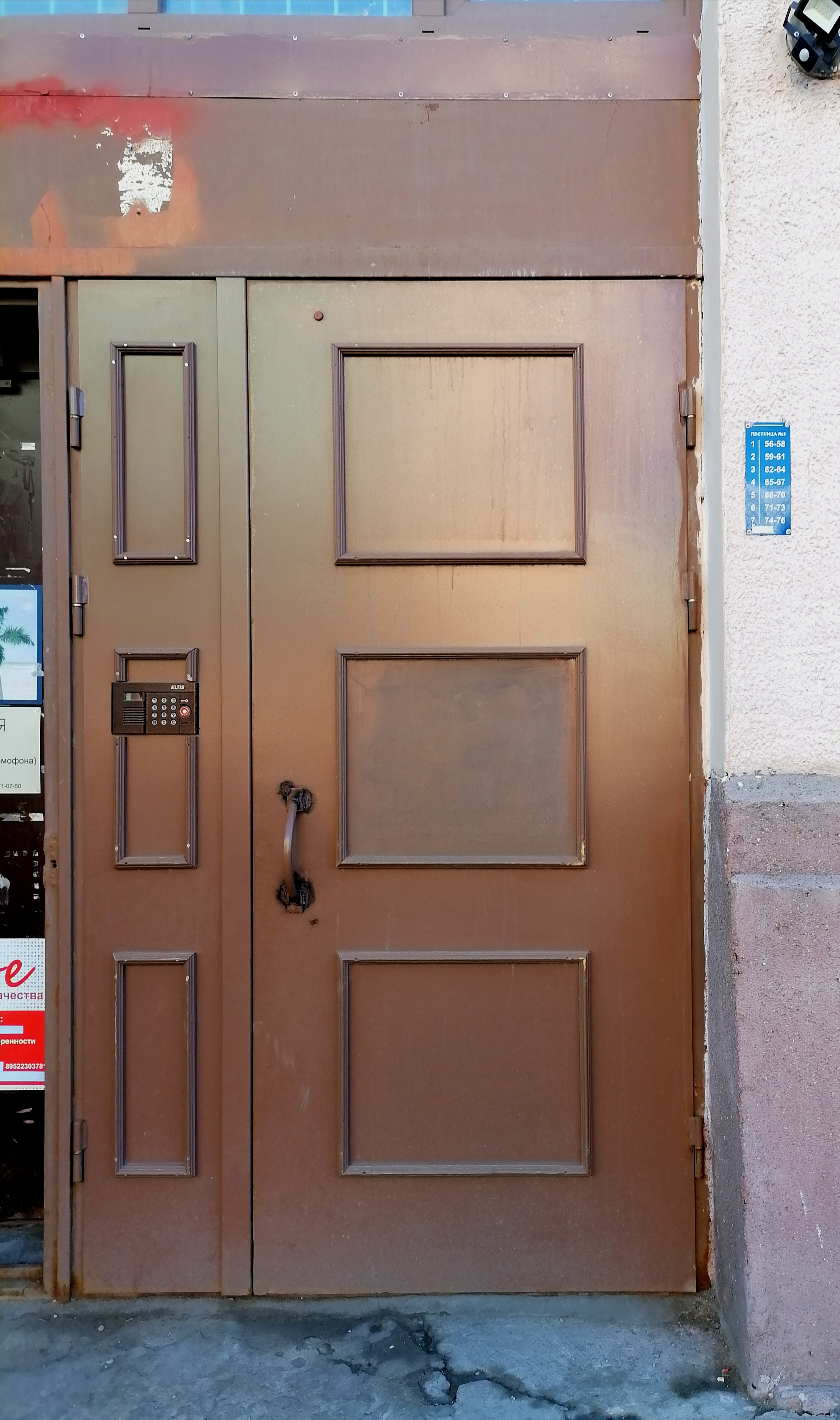
В этой парадной жил Пожлаков

В последние годы жизни композитор тяжело болел (практически не мог самостоятельно передвигаться) и сильно нуждался, но при этом продолжал работать над новыми песнями, преимущественно на свои стихи.
 В сентябре 2003 года группа мастеров искусств обратилась к губернатору Санкт-Петербурга с просьбой оказать композитору материальную помощь и содействие в лечении. Высказывалась также идея организовать в честь 50-летия начала творческой деятельности Пожлакова благотворительный вечер для сбора средств на лечение композитора. В просьбе было отказано без объяснения причин.
19 сентября 2003 года С. Пожлаков сообщил, что закончил работу над песней «Ночь окутала город родной» на собственные стихи. Песню мастер хотел предложить для исполнения Детскому хору Петербургского телевидения и радио. Впоследствии ноты и стихи найдены не были.

### Смерть
26 сентября 2003 года тело Станислава Ивановича было обнаружено соседями, зашедшими в его квартиру в доме 23 на улице Фрунзе, дверь в которую была открыта несколько дней. По мнению народного артиста России Эдуарда Хиля (близкого друга Пожлакова), смерть Станислава Ивановича могла носить насильственный характер. Обстоятельства гибели композитора так и остались невыясненными.
Похоронен на Сестрорецком кладбище.

### Семья
Первая жена — Жанна
- Дочь — Юлия Станиславовна Колотилина (Пожлакова)

Вторая жена — Нина Молтянская (певица).

## Сочинения
- Музыка к кинофильмам и спектаклям, в том числе:

- 1967 — У моря, где мы играли (к/м)
1969 — Сотвори бой
1969 — Эти невинные забавы (режиссёр — Август Балтрушайтис)
1971 — Три мушкетёра (Ленинградский государственный театр имени Ленинского комсомола)
1972 — Идущие за горизонт
1972 — Боба и слон (режиссёр — Август Балтрушайтис)
1973 — Кортик
1973—1974 — Бронзовая птица
1972—1973 — Старая крепость
1974 — Пятёрка за лето
1975 — Шаг навстречу
1975 — Лесные качели
1976 — Всего одна ночь (режиссёр — Иосиф Шульман)
1976 — Дикий Гаврила (режиссёр — Леонид Макарычев)
1982 — Вот опять окно… (режиссёр — Лев Цуцульковский)
1991 — Свеча (режиссёр — Анатолий Кудрявцев)

- Музыка для двух программ мюзик-холла:
1967 — «Нет тебя прекрасней»
1975 — «От сердца к сердцу»
- Музыка к мюзиклу «Сирано де Бержерак»
- Оперетта «Гори, гори, моя звезда»
- С. Пожлаков: песни // Сайт «Красная книга российской эстрады».
- После выхода на экраны в 2015 году художественного фильма «Территория» песня Станислава Пожлакова «Баллада о детях Большой Медведицы» из фильма 1972 года «Идущие за горизонт» в новой симфонической оркестровке современного финского композитора Туомаса Кантелинена стала шлягером в исполнении певицы Муси Тотибадзе.